# Carl Dorno
Carl Dorno (Königsberg, 3 agosto 1865 – Davos, 22 aprile 1942) è stato un naturalista tedesco, considerato il fondatore della climatologia delle radiazioni.

## Biografia
Studiò economia e giurisprudenza all'Università Albertus dopo aver completato una formazione commerciale e rilevato temporaneamente il grande magazzino di suo padre a Königsberg. Nel 1884 divenne membro del Corpo Hansea Königsberg. Nel 1891 rilevò l'attività commerciale di suo padre. Nel 1899 iniziò a studiare scienze naturali a Halle e a Königsberg: qui nel 1904 conseguì il dottorato in Chimica.
Nello stesso anno si recò con la figlia ammalata di tubercolosi nella località termale svizzera di Davos, dove cercò anche di comprendere la causa dei suoi proclamati poteri curativi. Sul tetto della propria abitazione installò una stazione meteorologica nella quale, nel 1907, trovò sede il Physikalisch-Meteorologische Observatorium Davos (PMOD), che Dorno diresse fino al 1921.
La sua pubblicazione Study on Light and Air in the High Mountains, (Studio sulla luce e sull'aria in alta montagna) (Braunschweig 1911) pose il fondamento della climatologia delle radiazioni. Dorno osservò la combinazione tra i fattori che stimolano una guarigione e i fattori che proteggono il corpo da particolari condizioni climatiche estreme, come l'effetto curativo del clima di alta montagna. Introdusse il concetto di "quantità di raffreddamento” e sviluppò il "frigorimetro" insieme a Rudolf Thilenius. Dorno studiò anche intensamente gli effetti biologici delle radiazioni ultraviolette. La radiazione UV-B biologicamente attiva prese il nome da lui, radiazione Dorno.
Ha pubblicato lavori su tre tipi di clima particolarmente importanti: il clima alpino d'alta quota tra 1500 e 2500 m, il clima desertico secco e il clima mite e soleggiato sul versante meridionale delle Alpi (Svizzera).
La crisi da superinflazione tedesca, dal 1914 al 1923, lo privò del suo patrimonio in Germania, tanto che nel 1922 dovette affiliare il  Physikalisch-Meteorologische Observatorium al neo fondato Institute for High Mountain Physiology and Tuberculosis Research. Quando si dimise, nel 1926, l'osservatorio venne completamente incorporato nella fondazione.
Nel 1938 fu per l'ultima volta con la moglie, a Königsberg, dove aveva una casa a Oberteich. Dopo la morte di lei nell'ottobre 1941, ormai completamente cieco, mise fine alla sua vita.

## Premi e riconoscimenti
- Professore onorario (Governo prussiano, 1917)
- Medaglia d'argento Leibniz (1919)
- Dottore in medicina presso l'Università di Basilea (1922)
- Ammissione all'Accademia tedesca delle scienze Leopoldina (1925)
- Cittadino onorario di Davos[4]